# George FitzRoy, IV duca di Grafton
George FitzRoy, IV duca di Grafton (Londra, 14 gennaio 1760 – Euston Hall, 28 settembre 1844), è stato un nobile e politico britannico.

## Biografia

### I primi anni
George era figlio di Augustus FitzRoy, III duca di Grafton e di sua moglie, Anne Lidell. Studiò alla Harrow School ed al Trinity College, Cambridge, dove conobbe e divenne particolarmente amico di William Pitt il Giovane.

### Carriera
Terminati gli studi, George si interessò alla politica ispirato dal padre che era stato primo ministro in Gran Bretagna. Dal 1782 al 1784, fu membro del parlamento per la costituente di Thetford, e nel 1784, assieme a Pitt, venne eletto quale rappresentante al parlamento per la costituente dell'Università di Cambridge, mantenendo tale incarico sino al 1811 quando venne chiamato a succedere al padre nel ducato di famiglia e passò quindi alla Camera dei Lords. Venne nominato vice luogotenente del Northamptonshire il 9 maggio 1803.
Il duca di Grafton morì il 28 settembre 1844 e venne succeduto dal suo primogenito, Henry.

## Matrimonio e figli

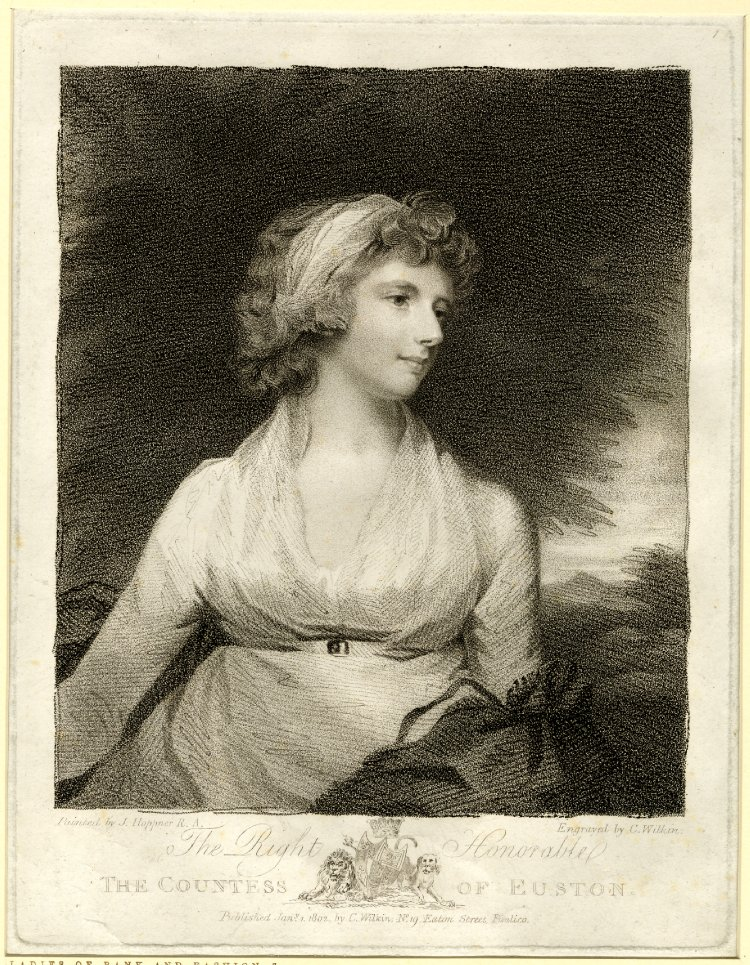
Charlotte Maria Waldegrave (c. 1800) in un'incisione di Charles Wilkin.

George sposò Charlotte Maria Waldegrave (1761–1808), figlia di James Waldegrave, II conte Waldegrave, il 16 novembre 1784 a Navestock, nell'Essex. Da questa unione nacquero i seguenti figli:
- Maria (Mary) Anne (1785–1855), sposò sir William Oglander, VI baronetto.
- Georgiana (1787–1855), nubile
- Elizabeth Anne (1788–1867), sposò il suo cugino di primo grado John Henry Smyth.
- Henry, V duca di Grafton (1790–1863)
- Charles FitzRoy (1791–1865), sposò lady Anne Cavendish (figlia di George Cavendish, I conte di Burlington)
- Isabella Frances (1792–1875), sposò Henry Joseph St. John (m. 1857)
- William (1794–1804)
- Hugh (1795–1797)
- Richard (1798–1798)
- Richard (1800–1801)
- James (1804–1834)

## Ascendenza
|                                          |                    |                                               | Genitori                                    |  |  | Nonni |  |  | Bisnonni                               |  |  | Trisnonni                            |  |
|                                          |                    |                                               |                                             |  |  |       |  |  | 8. Charles FitzRoy, II duca di Grafton |  |  | 16. Henry FitzRoy, I duca di Grafton |  |
|                                          |                    |                                               |                                             |  |  |       |  |  | 8. Charles FitzRoy, II duca di Grafton |  |  | 16. Henry FitzRoy, I duca di Grafton |  |
|                                          |                    | 17. Isabella Bennet, II contessa di Arlington |                                             |  |  |       |  |  | 8. Charles FitzRoy, II duca di Grafton |  |  |                                      |  |
| 4. Augustus FitzRoy                      |                    |                                               |                                             |  |  |       |  |  | 8. Charles FitzRoy, II duca di Grafton |  |  |                                      |  |
|                                          |                    | 9. Henrietta Somerset                         | 18. Charles Somerset, marchese di Worcester |  |  |       |  |  |                                        |  |  |                                      |  |
|                                          |                    | 9. Henrietta Somerset                         | 18. Charles Somerset, marchese di Worcester |  |  |       |  |  |                                        |  |  |                                      |  |
|                                          |                    | 9. Henrietta Somerset                         | 19. Rebecca Child                           |  |  |       |  |  |                                        |  |  |                                      |  |
| 2. Augustus FitzRoy, III duca di Grafton |                    | 9. Henrietta Somerset                         |                                             |  |  |       |  |  |                                        |  |  |                                      |  |
|                                          |                    | 10. William Cosby                             | 20. Alexander Cosby                         |  |  |       |  |  |                                        |  |  |                                      |  |
|                                          |                    | 10. William Cosby                             | 20. Alexander Cosby                         |  |  |       |  |  |                                        |  |  |                                      |  |
|                                          |                    | 10. William Cosby                             | 21. Elizabeth L'Estrange                    |  |  |       |  |  |                                        |  |  |                                      |  |
| 5. Elizabeth Cosby                       |                    | 10. William Cosby                             |                                             |  |  |       |  |  |                                        |  |  |                                      |  |
|                                          |                    | 11. Grace Montagu                             | 22. Edward Montagu                          |  |  |       |  |  |                                        |  |  |                                      |  |
|                                          |                    | 11. Grace Montagu                             | 22. Edward Montagu                          |  |  |       |  |  |                                        |  |  |                                      |  |
|                                          |                    | 11. Grace Montagu                             | 23. Elizabeth Pelham                        |  |  |       |  |  |                                        |  |  |                                      |  |
| 1. George FitzRoy, IV duca di Grafton    |                    | 11. Grace Montagu                             |                                             |  |  |       |  |  |                                        |  |  |                                      |  |
|                                          | 12. Thomas Liddell | 24. Henry Liddell, III baronetto              |                                             |  |  |       |  |  |                                        |  |  |                                      |  |
|                                          | 12. Thomas Liddell | 24. Henry Liddell, III baronetto              |                                             |  |  |       |  |  |                                        |  |  |                                      |  |
|                                          | 12. Thomas Liddell | 25. Catherine Bright                          |                                             |  |  |       |  |  |                                        |  |  |                                      |  |
| 6. Henry Liddell, I barone Ravensworth   | 12. Thomas Liddell |                                               |                                             |  |  |       |  |  |                                        |  |  |                                      |  |
|                                          |                    | 13. Jane Clavering                            | 26. John Bright, I baronetto                |  |  |       |  |  |                                        |  |  |                                      |  |
|                                          |                    | 13. Jane Clavering                            | 26. John Bright, I baronetto                |  |  |       |  |  |                                        |  |  |                                      |  |
|                                          |                    | 13. Jane Clavering                            | 27. Catherine Hawksworth                    |  |  |       |  |  |                                        |  |  |                                      |  |
| 3. Anne Liddell                          |                    | 13. Jane Clavering                            |                                             |  |  |       |  |  |                                        |  |  |                                      |  |
|                                          |                    | 14. Peter Delme                               | 28. Pierre Delmé                            |  |  |       |  |  |                                        |  |  |                                      |  |
|                                          |                    | 14. Peter Delme                               | 28. Pierre Delmé                            |  |  |       |  |  |                                        |  |  |                                      |  |
|                                          |                    | 14. Peter Delme                               | 29. Sibella Nightingale                     |  |  |       |  |  |                                        |  |  |                                      |  |
| 7. Anne Delme                            |                    | 14. Peter Delme                               |                                             |  |  |       |  |  |                                        |  |  |                                      |  |
|                                          |                    | 15. Anne Matcham                              | 30. Cornelius Matcham                       |  |  |       |  |  |                                        |  |  |                                      |  |
|                                          |                    | 15. Anne Matcham                              | 30. Cornelius Matcham                       |  |  |       |  |  |                                        |  |  |                                      |  |
|                                          |                    | 15. Anne Matcham                              | …                                           |  |  |       |  |  |                                        |  |  |                                      |  |
|                                          |                    | 15. Anne Matcham                              |                                             |  |  |       |  |  |                                        |  |  |                                      |  |